# St. Andreas (Farchant)

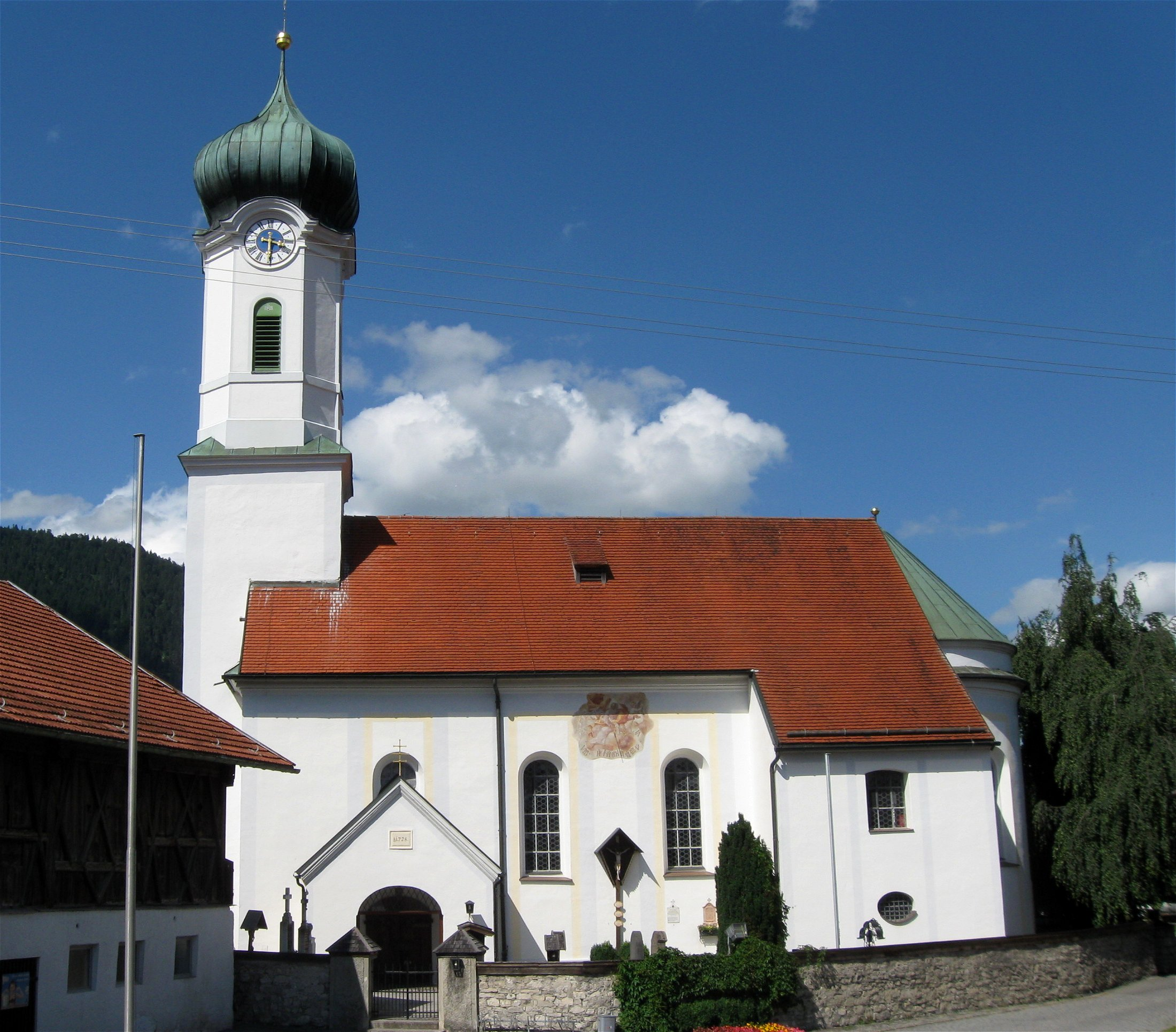
Die St.-Andreas-Kirche von Süden

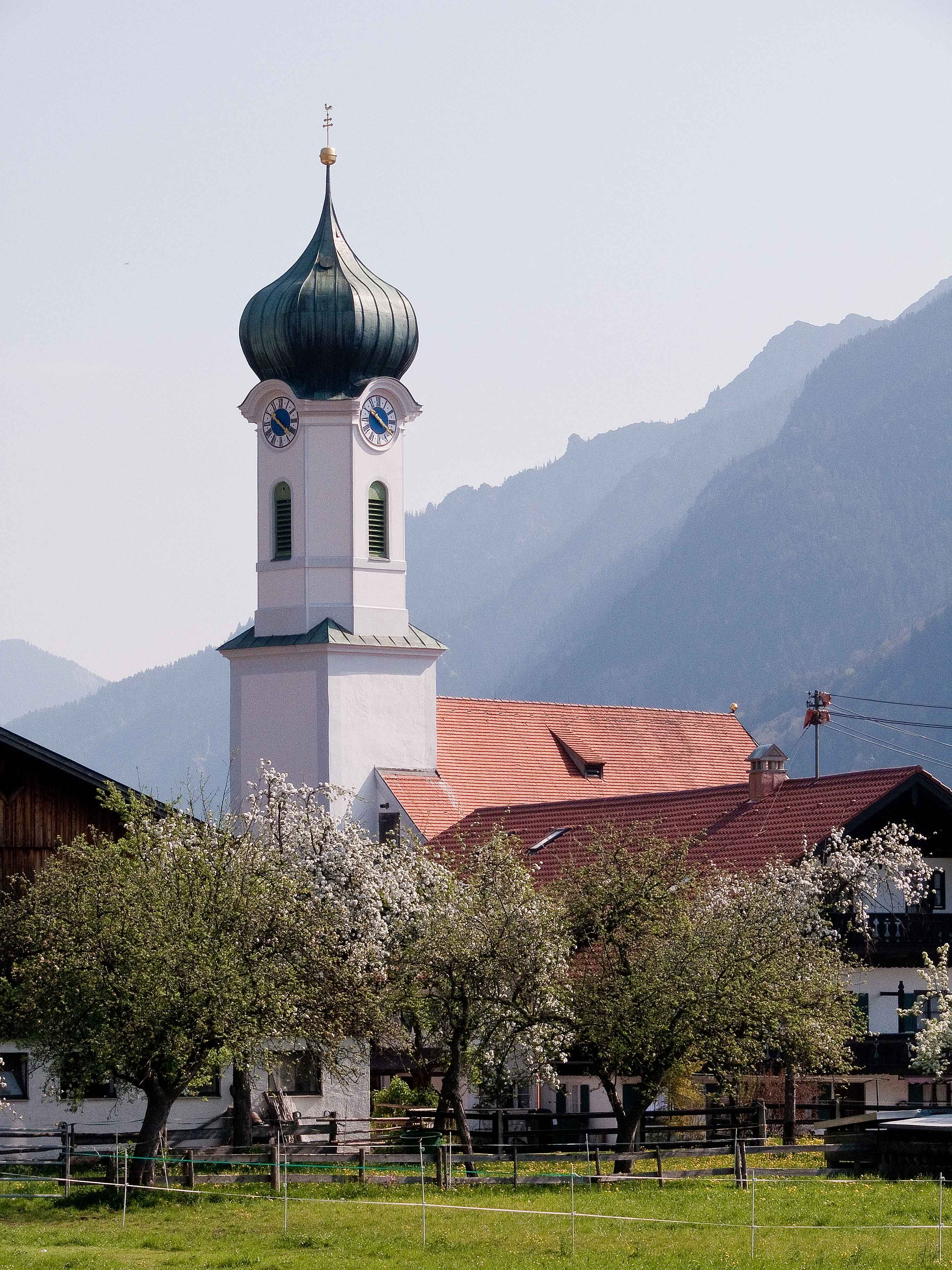
Die St.-Andreas-Kirche von Südwesten

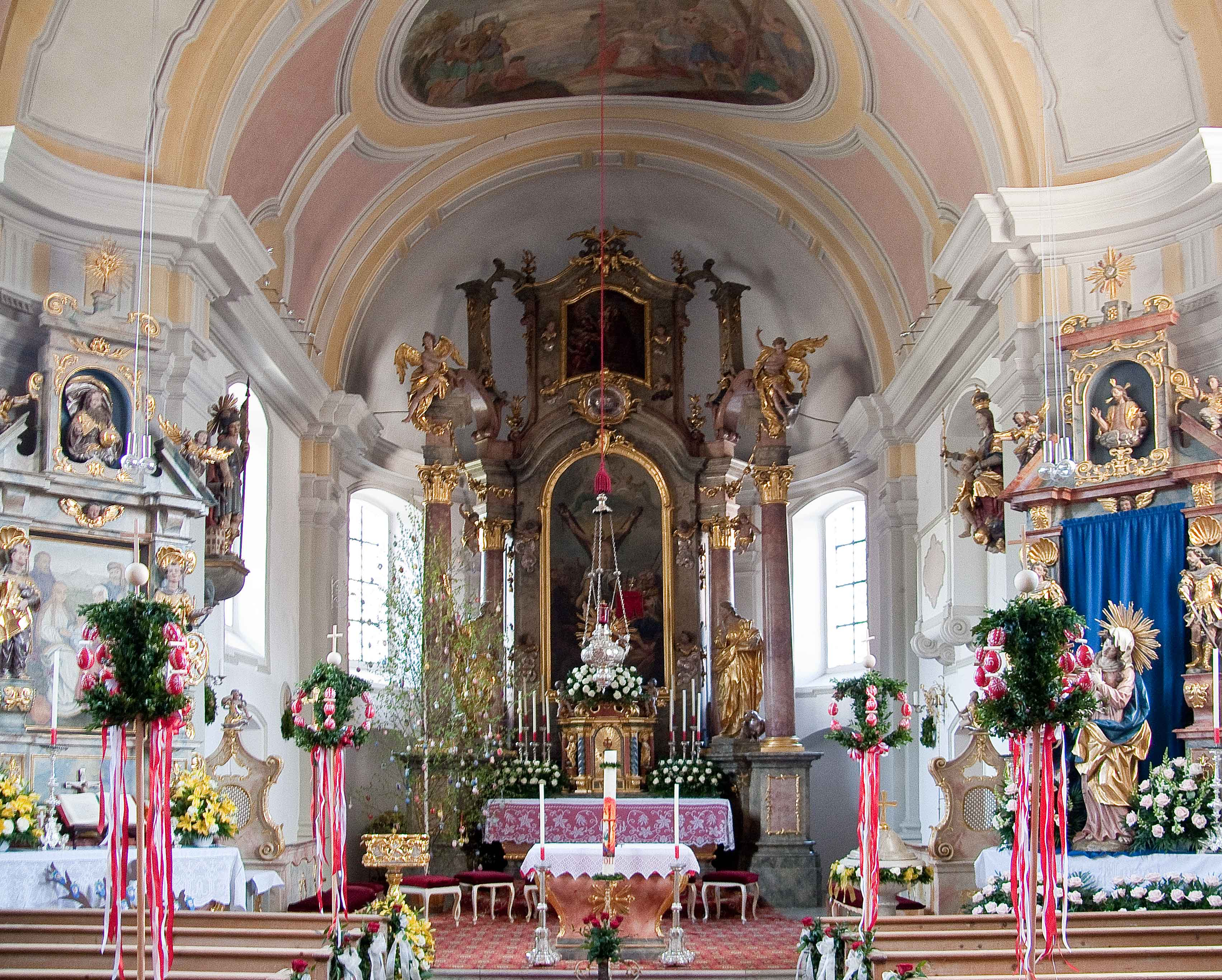
Der Innenraum der Kirche

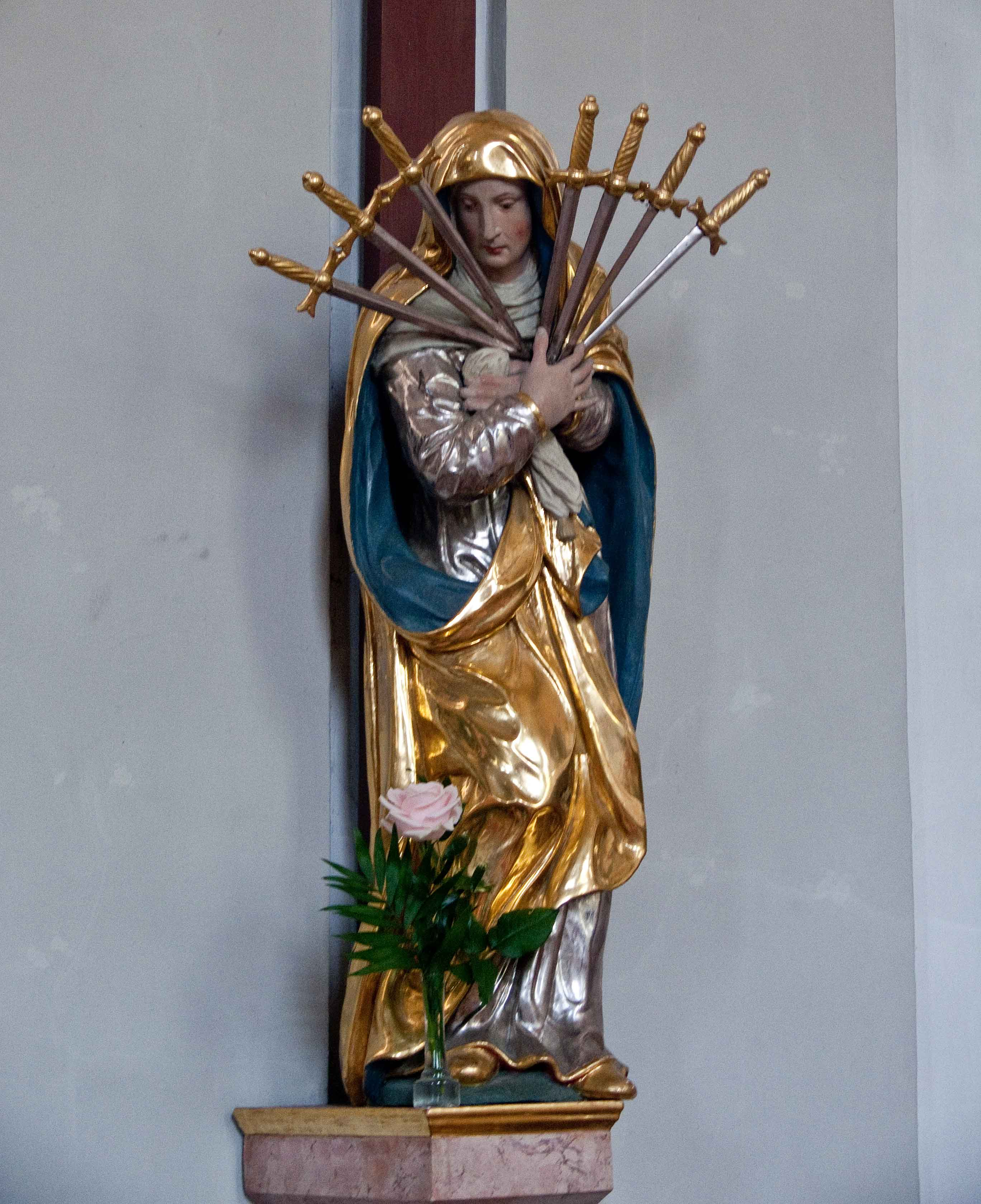
Schmerzhafte Mutter Gottes unter dem Missionskreuz

St. Andreas ist die katholische Pfarrkirche von Farchant. Sie ist ein Beispiel des süddeutschen Barocks und wurde 1728/29 vom Münchner Barockbaumeister Johann Mayr d.J. erbaut. Sie ist auf Basis des Denkmalschutzgesetzes vom 1. Oktober 1973 ein Baudenkmal, die Akten-Nummer lautet D-1-80-116-1.

## Geschichte
Um 750 bekehrten irische und schottische Mönche das bayerische Oberland zum Christentum. Es wird vermutet, dass auch in dieser Zeit eine Holzkirche in Farchant errichtet wurde und sie eine alte heidnische Kultstätte ersetzte. Die erste schriftliche Notiz der Farchanter Kirche entstand zwischen den Jahren 791 und 802. In dieser Notiz überlässt Graf Irminher aus dem Tiroler Inntal dem Bischof Atto von Freising das Anrecht an der Kirche. Aus dem Jahre 1312 entstammt der älteste noch erhaltene Ablassbrief der St.-Andreas-Kirche. 1315 beschreiben die Konradinischen Matrikel die Pfarrorganisation im Bistum Freising, die Farchanter Kirche wird neben den Kirchen von Mittenwald, Partenkirchen, Wallgau und Oberau als Filialkirche von Garmisch genannt. Seit 1321 trat die Farchanter Kirche auch als Grundherrschaft auf und schaffte sich mehr Besitztümer als die Pfarrkirche Garmisch.
Anfang des 17. Jahrhunderts hatte St. Andreas zwar eine erlesene Vergangenheit und eine reiche Ausstattung, doch dieser stand die kirchliche Irrelevanz gegenüber. Die Kirche stand fast das ganze Jahr leer, nur neun Gottesdienste hatte der Garmischer Pfarrer für Farchant angesetzt, selbst zur Taufe mussten die Bewohner nach Garmisch, was zu vielen Klagen führte. Um diesen Zustand zu bessern, versuchten die Farchanter, eine eigene Pfarrei zu werden. Sie stritten und klagten mit dem Fürstbistum und der Pfarrei Garmisch über 100 Jahre, was aber keine Verbesserung einbrachte. Am 24. Mai 1700 wurde dann die erste Gottesdienstordnung zwischen der Pfarrei Garmisch und der Gemeinde Farchant besiegelt und für etwa drei Jahrzehnte herrschte Ruhe im Farchanter Kirchenstreit. 1727 brachen die Farchanter dann mit Erlaubnis des Freisinger Bischofs die alte gotische Kirche ab und bauten für 4.400 Gulden in zweijähriger Bauzeit nach Plänen des Münchner Stadtmaurermeisters Johann Mayr d. J. das bis heute bestehende barocke Gotteshaus.
Nachdem die neue Kirche fertiggestellt war, kam bei den Farchantern wieder der Wunsch auf, eine eigene Pfarrei zu werden. Doch zum Ärger der Bevölkerung wurde ihnen dieser Wunsch trotz vieler Klagen an das Erzbistum nicht erfüllt. 1923 war Farchant erneut kurz davor Pfarrei zu werden, alle wichtigen Stellen unterstützten dieses Anliegen. Jedoch vereitelten die Inflation und der Zweite Weltkrieg dieses Streben. Nach über 300-jährigem Ringen feierte Farchant dann am 13. Januar 1946 die Ernennung zur Pfarrei. Ausgesprochen wurde dies vom Bischof aus München, Kardinal v. Faulhaber.

## Architektur
Der typische im süddeutschen Barock erstellte Bau ist eine geostete Saalkirche mit einem eingezogenen Chor. Der Chor ist mit einer ovalen Flachkuppel überwölbt und schließt in einer halbrunden Apsis ab. An seiner Südseite ist die Sakristei angebaut. Der westliche Turm ist im unteren Teil quadratisch, im oberen Teil polygonal und mit einer Zwiebelhaube abgeschlossen. Das Kirchenschiff besteht aus einem Tonnengewölbe. An den beiden zu Viertelkreisen abgerundeten Ecken am Ostende des Langhauses sind zwei Seitenaltäre eingefügt. Die Fenster in Langhaus, Chor und Apsis bestehen aus Butzenscheiben. Die untere Turmhälfte der alten Kirche wurde beim Neubau mit einbezogen. Teile des zusätzlich erforderlichen Baumaterials wurden von der verfallenen Burg Werdenfels herangeschafft.

## Ausstattung
St. Andreas ist mit einem Haupt- und zwei Seitenaltären ausgestattet. An der Nordseite des Langhauses befindet sich die Kanzel.

### Altäre
Schon beim Betreten der Kirche fällt das Schmuckstück der Kirche, der 1779 fertiggestellte Hochaltar, ins Auge. Mit einem imposanten Bild wird das Martyrium des Kirchenpatrons, des hl. Andreas, und im Auszug der heilige Antonius von Padua (Schutzpatron von Werdenfels), dargestellt. Die beiden großen Assistenzfiguren sind auf der linken Seite der hl. Johannes der Täufer und rechts der hl. Apostel Johannes. Die beiden Seitenaltäre stammen noch aus der alten gotischen Kirche. Im Zuge einer Kirchenrenovierung (1974/75) wurde der Tabernakel aus der alten Kirche, der 200 Jahre als Tresor in der Sakristei diente, in den Hochaltar integriert.
Das Bild am linken Seitenaltar zeigt die hl. Anna mit dem Gotteskind auf dem Schoß. Ihr gegenüber werden Maria, Joachim und Josef dargestellt und im Hintergrund das Wettersteingebirge. Die Assistenzfiguren sind die beiden Heiligen Stephanus und Laurentius. Das Bild des rechten Seitenaltars ist eine Kopie von Martin Schongauers Madonna im Rosenhag, die Assistenzfiguren sind die beiden Wetterheiligen Johannes und Paulus. Die beiden Gemälde stammen von dem Bonner Maler Valentin Talaga. Dieser starb im Dezember 1941, ehe er das Bild der hl. Anna fertigstellen konnte. Es wurde von Talagas in Farchant lebenden Mäzenin Margarete Neidhart vollendet, Ehefrau des pensionierten Gladbecker Bergwerkdirektors Karl Neidhart.

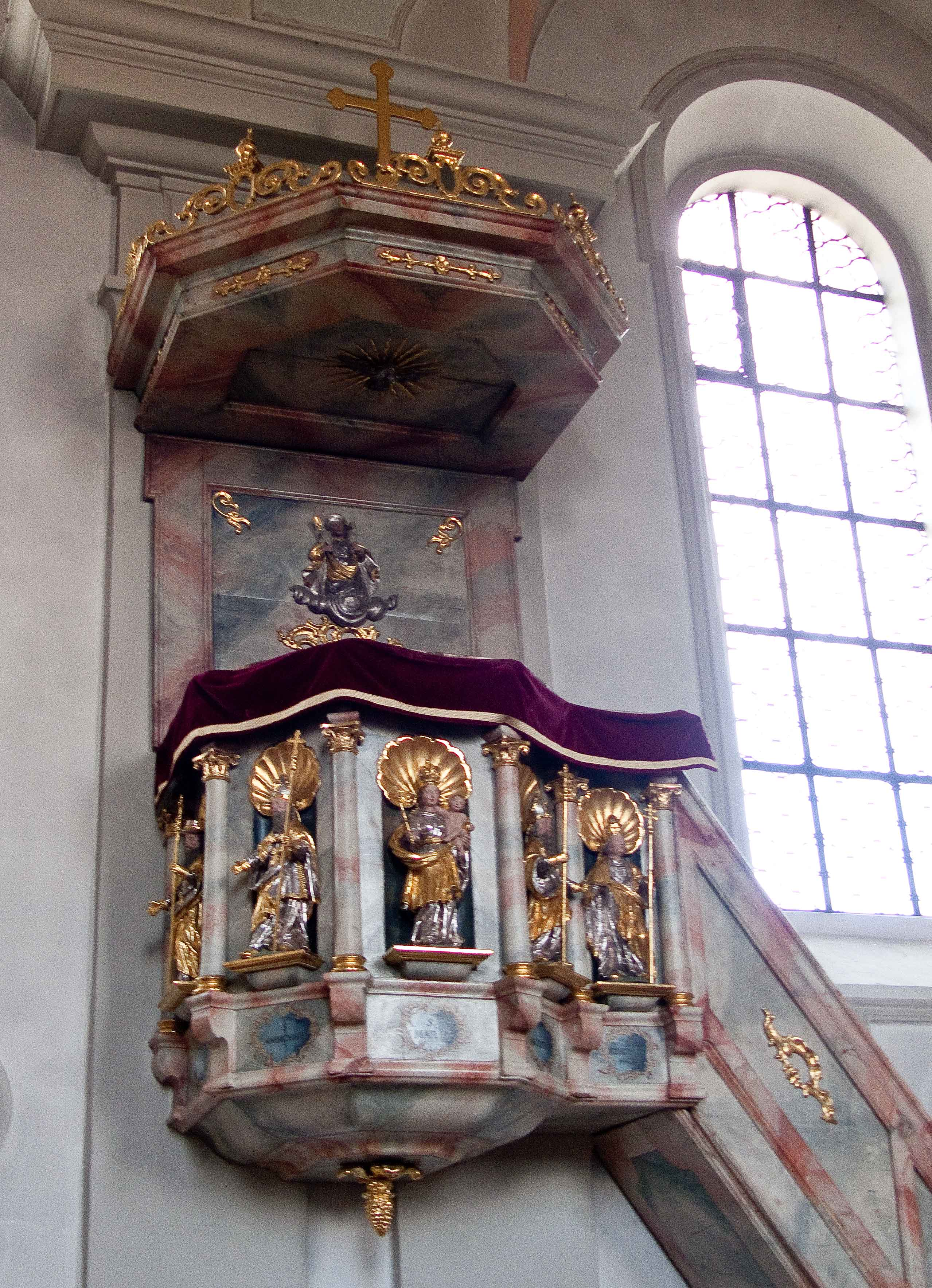
Kanzel

### Kanzel
Die in einfachem Barock gehaltene Kanzel ist gegliedert durch kleine Säulen und Nischen. In diesen Nischen ist Maria mit den abendländischen Kirchenlehrern Ambrosius, Augustinus, Hieronymus und Gregor der Große dargestellt. An der Rückwand der Kanzel ist ein Reliefbild des Guten Hirten angebracht. Gegenüber der Kanzel befindet sich das Missionskreuz mit einer Figur der Schmerzhaften Mutter Gottes. Die Barock-Kanzel stammt ebenfalls noch aus der alten Kirche und wurde 1684 fertiggestellt.

### Orgel

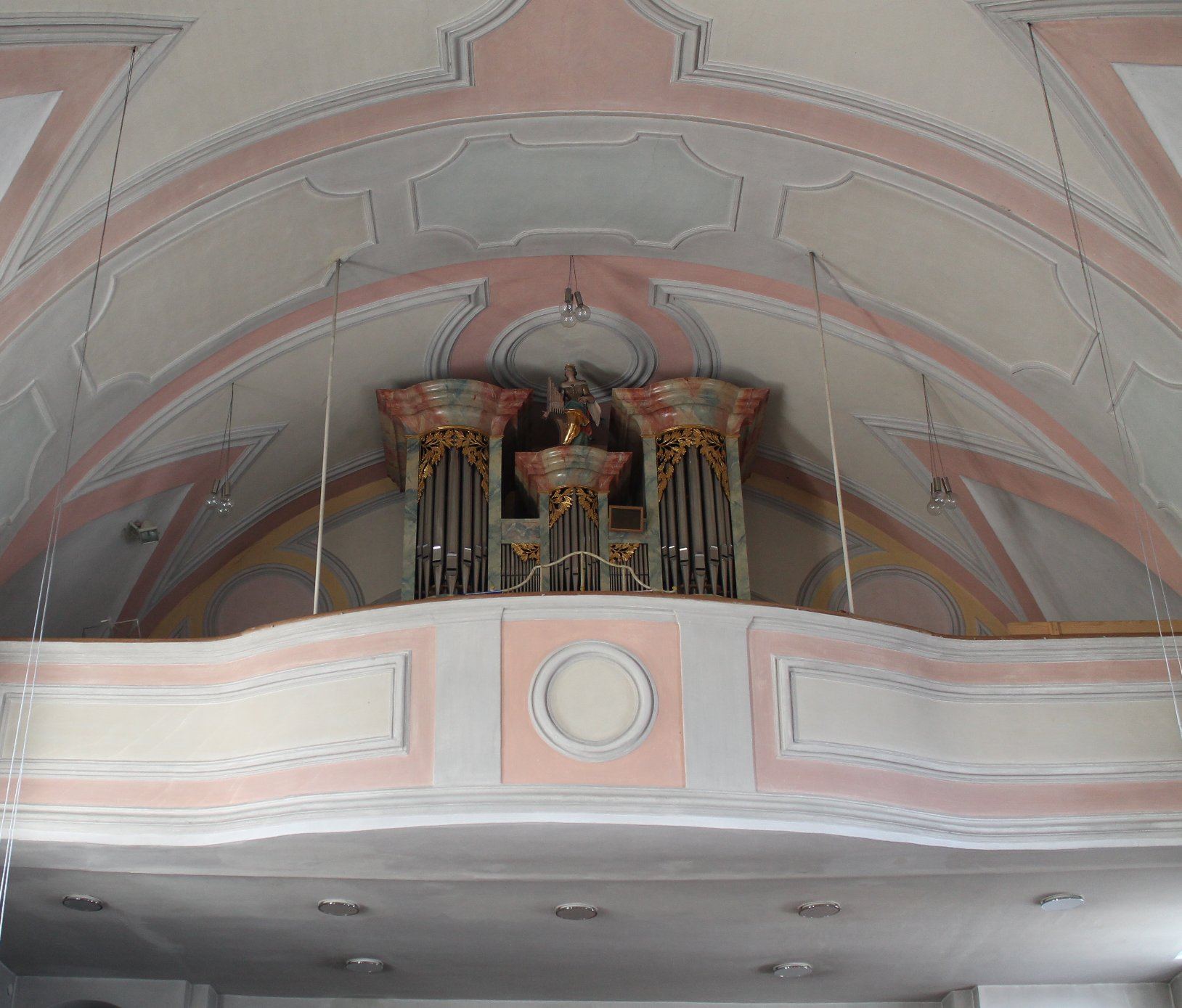
Empore mit Orgelprospekt

Die Orgel in der St.-Andreas-Kirche wurde 2003 von der Werkstatt Münchner Orgelbau Johannes Führer als Opus 25 neu errichtet. Im Stile des süddeutschen Barocks entstand unter der Verwendung des originalen Gehäuses ein Orgelwerk mit zwei Manualen, Pedal und 15 Registern. Sie ist vollmechanisch, hat eine freie Windversorgung und ein Kanaltremulant auf das ganze Werk. Die Orgel besitzt eine Stimmung nach Neidhardt.
Disposition:
| I Unterwerk C–g3 |                |       |
| 10.              | Gedackt        | 8′    |
| 11.              | Holzflaut      | 4′    |
| 12.              | Octav          | 2′    |
| 13.              | Quint          | 1 ⁄3′ |
|                  | Tremulant Doux |       |

| II Hauptwerk C–g3 |            |        |
| 1.                | Prinzipal  | 8′     |
| 2.                | Copl       | 8′     |
| 3.                | Gamba      | 8′     |
| 4.                | Octave     | 4′     |
| 5.                | Rohrfloit  | 4′     |
| 6.                | Quint      | 2 ⁄3′  |
| 7.                | Flaut      | 2′     |
| 8.                | Terz       | 1 3⁄5′ |
| 9.                | Mixtur III | 1′     |

| Pedal C–f1 |            |     |
| 14.        | Subbaß     | 16′ |
| 15.        | Gedecktbaß | 8′  |

- Koppeln:
  - Normalkoppeln: II/I (Schiebekoppel), I/P.